# 蓬莱竜太
蓬莱 竜太（ほうらい りゅうた、1976年〈昭和51年〉1月7日 - ）は、日本の劇作家、脚本家、演出家。劇団モダンスイマーズの座付き作家である。

## 経歴
兵庫県神戸市出身。中学1年のときに石川県羽咋市に転居。石川県立羽咋工業高等学校デザイン科在学中に、担任教師から半ば強制的に演劇部に入部させられたことをきっかけに演劇に目覚める。1996年に舞台芸術学院演劇科本科を卒業し、1999年に同期生の西條義将らとともにモダンスイマーズを旗揚げする。
2009年『まほろば』で第53回岸田國士戯曲賞受賞。
2017年『母と惑星について、および自転する女たちの記録』で第20回鶴屋南北戯曲賞受賞。
2019年『消えていくなら朝』で第6回ハヤカワ「悲劇喜劇」賞受賞。 
2020年『ビューティフルワールド』で第27回読売演劇大賞優秀演出家賞を受賞。
2025年1月4日、伊藤沙莉が自身のインターネットラジオ番組『saireek channel』にて蓬莱と婚姻の届出をしたことを報告した。
2025年4月上演の森山未來と長澤まさみが主演を務める舞台『おどる夫婦』の作・演出を務める。

## 人物
165cm、56kg。趣味は、読書・音楽鑑賞・映画鑑賞・漫画鑑賞など。

### 親族
妻は女優の伊藤沙莉。2021年6月15日から全国4都市で上演された舞台「首切り王子と愚かな女」で伊藤と出会い、交際に発展した。2022年4月11日、女優の伊藤沙莉との交際が報じられ、伊藤も交際の事実を認めた。義兄はお笑いコンビオズワルドのツッコミ・ 伊藤俊介。

## 主な作品
※モダンスイマーズ公演は作・演出。その他、特に記述のない場合はすべて脚本。

### 舞台
モダンスイマーズ公演
- 第1回旗揚げ公演『モダンスイマー』（1999年、明石スタジオ）
- つくば寺セブンローズ（2000年、明石スタジオ）
- ベリーブルーベリー（2001年、明石スタジオ）
- デンキ島（2002年2月、中野ザ・ポケット）
- 北海道公演『ハイポキシック・春』（2002年11月、登別市民会館大ホール）
- ブロンコ（2003年1月、中野ザ・ポケット）
- 番外公演『由希』（2003年8月、下北沢OFF・OFFシアター）
- 五十嵐伝〜五十嵐ハ燃エテイルカ〜（2004年4月、中野ザ・ポケット） - 2008年に『ガチ☆ボーイ』として映画化
- 番外公演『304』（2004年8月、下北沢OFF・OFFシアター）
- デンキ島　松田リカ編（2005年2月、中野ザ・ポケット）
- 番外公演『さよなら西湖クン』（2005年12月、新宿シアタートップス） - 2006年に『劇団演技者。』第18作でテレビドラマ化
- ゆきてかえらず〜稲上荘の寄るべない日々〜（2006年4月、中野ザ・ポケット）
- 赤木五兄弟（2006年8月、中野ザ・ポケット）
- 回転する夜（2007年4月、中野ザ・ポケット）
- 楽園（2007年10月、三鷹市芸術文化センター 星のホール）
- 夜光ホテル（2008年5月3日 - 6月1日、下北沢OFF・OFFシアター）
- 夜光ホテル〜スイートルームバージョン〜（2008年11月1日 - 4日、精華小劇場、2009年1月10日 - 11日、NHKみんなの広場ふれあいホール）
- トワイライツ（2009年2月19日 - 3月1日、吉祥寺シアター、5月30日 - 31日、西鉄ホール、6月4日、鎌倉芸術館）
- 血縁〜飛んで火に入る五兄弟〜（2009年7月17日 - 8月2日、赤坂レッドシアター）
- 凡骨タウン（2010年2月5日 - 21日、東京芸術劇場 シアターイースト）
- 真夏の迷光とサイコ（2010年7月8日 - 18日、青山円形劇場）
- デンキ島 松田リカ篇〜 再演（2011年3月9日 - 16日、あうるすぽっと）
- ロマンサー - 夜明峠編 - （2012年2月23日 - 3月4日、シアタートラム）
- 楽園 再演（2012年11月7日 - 14日、吉祥寺シアター、11月27日、ももちパレス、11月29日、兵庫県立芸術文化センター 中ホール、12月7日 - 8日、KAAT 神奈川芸術劇場 大スタジオ)
- 死ンデ、イル。（2013年12月12日 - 22日、ザ・スズナリ）
- 悲しみよ、消えないでくれ（2015年1月23日 - 2月1日、東京芸術劇場 シアターイースト）
- 嗚呼いま、だから愛。（2016年4月22日 - 5月3日、東京芸術劇場 シアターイースト）
- 嗚呼いま、だから愛。 再演（2018年4月19日 - 29日、東京芸術劇場 シアターイースト）
- 悲しみよ、消えないでくれ 再演（2018年6月7日 - 17日、東京芸術劇場 シアターイースト）
- 死ンデ、イル 再演（2018年7月20日 - 7月29日、東京芸術劇場 シアターイースト）
- ビューティフルワールド（2019年6月7日 - 23日、東京芸術劇場 シアターイースト）
- だからビリーは東京で（2022年1月8日 - 30日、東京芸術劇場 シアターイースト）
- 雨とベンツと国道と私（2024年6月8日 - 30日、東京芸術劇場 シアターイースト）

外部公演
- イヌよさらば（2004年9月、三田村組、ザ・ポケット） - 作・演出
- ハイポキ（2005年5月、劇団東京ヴォードヴィルショー若手公演、ザ・ポケット） - 作・演出
- 佐々木蔵之介&佐藤隆太二人芝居「時には父のない子のように」（2005年6月、Team申+三鷹市芸術文化センタープロデュース、三鷹市芸術文化センター 星のホール） - 作・演出
- 世界の中心で、愛をさけぶ（2005年8月、TBS、世田谷パブリックシアター）
- No2（2005年9月、ネルケプランニング、新宿シアタートップス） - 演出
- ユタカの月（2006年5月、劇団扉座、新宿シアタートップス） - 作
- 第32進海丸（2006年6月・7月、フジテレビ、東京グローブ座） - 作
- 仰げば尊くなし（2006年7月、三田村組、ザ・ポケット） - 作・演出
- 「LOVE30」〜女と男と物語〜『兄への伝言』（2006年11月、パルコプロデュース、PARCO劇場ほか）
- 東京タワー 〜オカンとボクと、時々、オトン〜（2007年7月、キューブ、銀河劇場）
- デンキ島〜白い家編〜（2007年11月、劇団道学先生、新宿シアタートップス） - 作・演出
- マーク義理人情提携公演 『天井』（2008年1月、三田村組、ザ・ポケット） - 作・演出
- まほろば（2008年7月、新国立劇場、新国立劇場 小劇場 THE PIT）
- Triangle 〜ルームシェアのススメ〜（2009年3月、パルコ・プロデュース、PARCO劇場） - 作
- 赤い城 黒い砂（2009年4月、松竹、日生劇場） - 作
- 304 サンマルヨン（2009年8月、ネルケプランニング、あうるすぽっと） - 作
- 富士見町アパートメント「魔女の夜」(2010年2月、自転車キンクリーツカンパニー、座・高円寺1） - 作
- 罪 〜ある温泉旅館の一夜〜（2010年3月、川崎市アートセンター +アル☆カンパニー、川崎市アートセンター アルテリオ小劇場） - 作・演出
- エネミイ（2010年7月、新国立劇場、新国立劇場 小劇場 THE PIT） - 作
- ポテチ（2010年10月、青山円形劇場） - 作・演出
- 男の一生（2010年11月、三田村組、ザ・ポケット） - 作・演出
- デンキ島 〜白い家編〜 再演（2011年3月、劇団道学先生、あうるすぽっと） - 作
- 淋しいのはお前だけじゃない（2011年6月、TBS、赤坂ACTシアター） - 作
- ノミコムオンナ（2011年8月、鈴木製作所、新宿シアターモリエール） - 作
- 罪 再演（2011年9月、アル☆カンパニー、SPACE雑遊、 豊橋駅前文化ホール） - 作・演出
- Triangle Vol.2 〜探し屋ジョニーヤマダ〜（2011年10月、パルコ・プロデュース、PARCO劇場、11月、刈谷市総合文化センター 大ホール 、梅田芸術劇場シアター・ドラマシティ、キャナルシティ劇場） - 作
- パレード（2012年1月、フジテレビジョン、銀河劇場） - 作
- まほろば 再演 (2012年4月、新国立劇場、新国立劇場 小劇場 THE PIT、まつもと市民芸術館、兵庫県立芸術文化センター、シベールアリーナ） - 作
- ハンドダウンキッチン（2012年5月、パルコ・プロデュース、PARCO劇場、6月、福岡市民会館、森ノ宮ピロティホール、ウィンクあいち） - 作・演出
- こまつ座＆ホリプロ公演「木の上の軍隊」（2013年4月、シアターコクーン） - 作
- 演劇引力廣島プロデュース公演「デンキ島〜松田リカ篇〜」広島版（2014年2月、アステールプラザ） - 作・演出
- 夜中に犬に起こった奇妙な事件（2014年4月、Quaras、世田谷パブリックシアター、シアターBRAVA!） - 作
- 大谷亮介ひとり祭り「男の人生六十年」（2014年5月、壱組印、ザ・スズナリ） - 作
- ブレス・オブ・ライフ〜女の肖像〜（2014年10月、新国立劇場、新国立劇場 小劇場 THE PIT、兵庫県立芸術文化センター） - 演出
- ブエノスアイレス午前零時（2014年11月 - 12月、パルコ・プロデュース、新国立劇場 中劇場、シアターBRAVA!） - 作
- 漂泊（2015年3月、オフィスコットーネプロデュース、吉祥寺シアター） - 作
- 正しい教室（2015年3月 - 4月、パルコ・プロデュース、Zeppブルーシアター六本木、名古屋 、福岡 、大阪、パルコ劇場） - 作・演出
- スコット＆ゼルダ（2015年10月 - 11月、ホリプロ、天王洲 銀河劇場、新歌舞伎座 大阪） - 上演台本
- 五十嵐伝 〜五十嵐ハ燃エテイルカ〜2016広島版（2016年2月、演劇引力廣島、広島 JMSアステールプラザ 多目的スタジオ） - 作・演出
- 母と惑星について、および自転する女たちの記録（2016年7月、パルコ・プロデュース、 PARCO劇場、仙台 電力ホール、JMSアステールプラザ、北九州芸術劇場、りゅーとぴあ 新潟市民芸術文化会館、シアター・ドラマシティ） - 作
- 星回帰線（2016年10月 - 11月、パルコ・プロデュース、東京芸術劇場 シアターウエスト、穂の国とよはし芸術劇場PLAT、道新ホール、りゅーとぴあ 新潟市民芸術文化会館、ロームシアター京都サウスホール、JMSアステールプラザ 、北九州芸術劇場、鹿児島文化市民ホール）　- 作・演出
- 演劇引力廣島 第14回プロデュース公演「広島ジャンゴ」（2017年2月16日 - 19日、広島県 JMSアステールプラザ 多目的スタジオ）- 作・演出
- 赤坂大歌舞伎 新作歌舞伎「夢幻恋双紙 赤目の転生」（2017年4月6日 - 25日、TBS赤坂ACTシアター）- 作・演出
- 演劇引力廣島 第15回プロデュース公演「昼下がりの思春期たちは漂う狼のようだ」（2018年2月21日 - 25日、広島県 JMSアステールプラザ 多目的スタジオ）- 作・演出
- 消えていくなら朝（2018年7月12日 - 29日、新国立劇場 小劇場） - 作
- 母と惑星について、および自転する女たちの記録（2019年3月5日 - 4月25日、紀伊國屋ホールほか） - 作
- まほろば（2019年4月7日 - 24日、東京芸術劇場 シアターイーストほか） - 作
- 井上ひさしメモリアル10 こまつ座「木の上の軍隊」（2019年5月11日 - 19日、紀伊國屋サザンシアター TAKASHIMAYAほか） - 作
- さよなら西湖クン（2019年8月16日 - 25日、東京・小劇場B1）- 作
- 渦が森団地の眠れない子たち（2019年10月4日 - 11月日、新国立劇場 中劇場 ほか）- 作・演出
- ガールズ＆ボーイズ -Girls & Boys-（2020年5月12日 - 6月11日、新国立劇場 小劇場 ほか）- 演出【コロナ禍により全公演中止】
- イマーシブ（＝没入型）・4K・生配信劇「魔女の夜」（2021年2月8日 - 3月8日、渋谷キャスト スペースほか）- 作
- 首切り王子と愚かな女（2021年6月15日 - 7月17日、PARCO劇場 ほか）- 作・演出
- 道産子と越後人「不毛ドライブ」（2021年8月18日 - 22日、東京・OFF・OFFシアター）- 作
- 醉いどれ天使（2021年9月3日 - 20日：東京・明治座、2021年10月1日 - 11日：大阪・新歌舞伎座）- 脚本
- 蓬莱竜太プロデュース アンカル「昼下がりの思春期たちは漂う狼のようだ」（2021年9月24日 - 10月3日、東京芸術劇場 シアターイースト）- 作・演出
- COCOON PRODUCTION 2022「広島ジャンゴ─2022」（2022年4月5日 - 30日：東京・Bunkamuraシアターコクーン、2022年5月6日 - 16日：大阪・森ノ宮ピロティホール） - 作・演出
- 蓬莱竜太プロデュース アンカル「昼下がりの思春期たちは漂う狼のようだ」再演（2023年6月29日 - 7月9日、東京芸術劇場 シアターイースト）- 作・演出
- パルコ・プロデュース「ひげよ、さらば」（2023年9月9日 - 30日：東京・PARCO劇場、2023年10月4日 - 9日：大阪・森ノ宮ピロティホール） - 作・演出
- 道産子男闘呼倶楽部「きのう下田のハーバーライトで」（2023年10月24日 - 29日、東京・OFF・OFFシアター）- 作・演出
- Sky presents「中村仲蔵 ～歌舞伎王国 下剋上異聞～」ホリプロ （2024年2月6日 - 25日：東京・東京建物 Brillia HALL、2023年10月4日 - 9日：大阪・COOL JAPAN PARK OSAKA・WWホール） - 作・演出

### テレビドラマ
- すっから母さん（2003年、テレビ東京系列）
- 劇団演技者。第18作：さよなら西湖クン（2006年5月・6月、フジテレビ系列） - 原作・脚色
- 月曜ゴールデン「被取締役 新入社員」（2008年3月、TBS系列） - 脚本
- ザ・クイズショウ Episode5（2008年8月、日本テレビ系列） - 脚本
- コールドケース 〜真実の扉〜シーズン1 第7話「同窓会」（2016年12月3日、WOWOW） - 脚本
- 平成細雪（2018年1月、NHK BSプレミアム） - 脚本
- コールドケース 〜真実の扉〜シーズン2 第7話「光と影」（2018年11月24日、WOWOW） - 脚本
- コールドケース 〜真実の扉〜シーズン3 第6話「壁の女たちへ」（2021年1月16日、WOWOW） - 脚本

### テレビキュメンタリー
- NHKスペシャル「ラストメッセージ　井上ひさし“最期の作品”」(2013年5月4日、NHK） - 出演

### テレビアニメ
- アイシールド21（2007 - 2008年） - 脚本

### 映画
- ピアノの森（2007年） - 脚本
- ガチ☆ボーイ（2008年） - 原作
- ピンクとグレー（2016年） - 脚本
- 劇場（2020年7月17日） - 脚本

### 配信映画
- モダンスイマーズが創る人形劇ムービー「しがらみ紋次郎 ～恋する荒野路編～」（2021年3月12日） - 脚本・監督・キャラクターデザイン・絵コンテ・撮影・編集 [12]

## 著書
- 小説 ピアノの森（講談社〈KCノベルス〉、2007年7月）ISBN 406364703X
- 脚本 まほろば（白水社、2009年4月）ISBN 9784560094051 (4560094055)